# Argylle
Argylle es una película de comedia de acción y espías de 2024 dirigida y producida por Matthew Vaughn y escrita por Jason Fuchs. La película cuenta con un elenco que incluye a Bryce Dallas Howard, Sam Rockwell, Bryan Cranston, Catherine O'Hara, Henry Cavill, Dua Lipa, Ariana DeBose, John Cena y Samuel L. Jackson. Su trama se centra en una autora solitaria que se ve arrastrada al mundo de los espías y el espionaje después de darse cuenta de que una nueva novela de espías que está escribiendo refleja acontecimientos del mundo real.
Se filmó en Europa de agosto a diciembre de 2021. La película se estrenó en Odeon Luxe Leicester Square en Londres el 24 de enero de 2024, antes de que Universal Pictures y Apple Original Films la estrenaron en el Reino Unido el 1 de febrero de 2024 y en los Estados Unidos al día siguiente, el 2 de febrero de 2024. La película recibió críticas generalmente negativas de los críticos y recaudó más de 96,2 millones de dólares en todo el mundo frente a 200 millones de presupuesto. Argylle es un spin-off independiente de la franquicia Kingsman con un cruce entre los dos planeado como parte de un universo compartido de Vaughn centrado en los espías.

## Argumento
La película comienza en Grecia, donde el suave espía británico Aubrey Argylle se prepara para atacar a su objetivo, una terrorista llamada LaGrange. Después de un breve baile juntos, LaGrange hace que sus asesinos apunten con sus armas a Argylle. Luego contacta a su compañera Keira, quien usa su tecnología para encontrar una manera de que Argylle salga. LaGrange luego arrincona a Argylle y Keira afuera y les dispara, golpeando a Keira en el pecho. Mientras Argylle intenta salvarla, contacta a su otro socio, Wyatt, para atrapar a LaGrange antes de que pueda escapar. Wyatt la atrapa y él y Argylle interrogan a LaGrange para saber quién es su empleador. Resulta que trabaja para Fowler, el director que también contrató a Argylle y Wyatt. LaGrange se envenena antes de que puedan traerla, y Argylle ahora se pregunta en quién puede confiar realmente.
La escena cambia a la lectura de un libro de Elly Conway, quien es una introvertida novelista de espías y casi ha terminado su quinto libro sobre Argylle, el personaje principal de la serie homónima de Argylle, pero sufre un bloqueo del escritor después de los comentarios de su madre, Ruth. En un viaje en tren para visitar a Ruth y a su padre, Barry, Elly es salvada de una emboscada por un verdadero espía, Aidan Wylde, quien le explica que una tortuosa organización, conocida como la División, la ha atacado porque sus novelas aparentemente predicen su futuro. Aidan viaja con Elly a Inglaterra con la esperanza de que su próximo capítulo revele cómo detener a la División.
En Londres, el dúo busca una "llave maestra" que ayudaría a exponer a la División a la que se hace referencia en las novelas de Elly. Ante la sospecha de que Aidan también quiere matarla, Elly pide ayuda a sus padres. Cuando llegan, Aidan revela que sus padres son agentes de la División, lo que lo obliga a él y a Elly a defenderse de ellos antes de huir. Al escapar a Francia, Aidan y el ex subdirector de la CIA, Alfie Solomon, revelan que Argylle no es completamente ficticia: Elly es, en realidad, la agente Rachel Kylle ("Argylle" aparentemente deriva de "R. Kylle"), quien fue capturada y sometida a un lavado de cerebro por la División cinco años antes, mediante el cual se le hizo creer que la Dra. Margaret Vogeler (Ruth) y el director Ritter (Barry) eran sus padres. Elly puso sus recuerdos reprimidos, en forma modificada, en sus novelas; Aidan reaparece como uno de sus personajes, Wyatt, mientras que Alfie reaparece como su gato. Con la última novela de Argylle, Rachel estaba a punto de revelar al mundo el paradero de Masterkey.
Aidan y Rachel viajan a la península arábiga, donde recuperan la llave maestra, pero son acorralados por la División, que los devuelve a su base. Ritter revela que Rachel era en realidad una agente doble y uno de sus activos más leales para la División, después de lo cual se ofrece a interrogar y posteriormente le dispara a Aidan. También localiza a Alfie, pero revela que ella, de hecho, le envió la llave maestra, traicionando a la División. Aidan, a quien se revela que le dispararon en áreas no letales, se reúne con Rachel y los dos se abren camino a través de las instalaciones. Ritter interrumpe la transmisión de la llave maestra a Alfie, pero recibe un disparo mortal después de que el gato de Rachel le araña los ojos. Alfie y Rachel escapan al exterior de las instalaciones de la División, que se revela como un barco, para usar la conexión satelital para enviar la llave maestra. Ruth usa un código de activación mental para obligar a su "hija" a atacar a Aidan hasta que Keira, una exagente de la CIA, mata a Ruth. Keira había sido una vez la hermana de armas de Rachel y Aidan, y se la pensó muerta durante una misión con Rachel; Estos eventos, junto con Keira como una versión ficticia de sí misma, también aparecieron en las novelas de Elly. Alfie finalmente recibe la transmisión Masterkey y Aidan detona el cuartel general del petrolero de la División.
Retomando su personalidad de novelista, Rachel publica su última novela de Argylle, donde en una lectura el verdadero Argylle se revela, para su sorpresa y confusión. En una escena de mitad de créditos, que tiene lugar veinte años antes, se revela que un joven Argylle es un agente de Kingsman, y la primera novela se basa en su vida.

## Reparto
- Bryce Dallas Howard como Elly Conway
- Sam Rockwell como Aidan
- Bryan Cranston como Ritter
- Catherine O'Hara como Margaret Vogler
- Henry Cavill como Agente Aubrey Argylle
- Louis Partridge como el joven Aubrey Argylle
- Sofia Boutella como Saba Al-Badr
- Dua Lipa como LaGrange
- Ariana DeBose como Keira
- John Cena como Wyatt
- Samuel L.Jackson como Alfred Solomon
- Chip como Alfie, el gato de Elly

También aparecen en la película Rob Delaney como el subdirector Powell y Jing Lusi como el interés amoroso de Argylle. Richard E. Grant hace un cameo como Fowler, la versión ficticia de Ritter en las novelas de Argylle, mientras que Ben Daniels aparece en la escena de mitad de créditos como un barman en Kingsman Arms.

## Producción

### Desarrollo
Argylle se anunció en junio de 2021, con Matthew Vaughn como director y productor de Marv Studios. El elenco se anunció en los meses siguientes y se informó que el guion fue escrito por Jason Fuchs. Dua Lipa, quien también protagoniza la película, proporcionó la música original para la canción principal y la banda sonora.
En agosto de 2021, Apple TV+ compró los derechos de la película por 200 millones de dólares. Algunas revistas de la industria escribieron que el presupuesto de producción era de 200 dólares. millones, y The Hollywood Reporter afirma que algunas fuentes calculan costos de hasta 250 dólares millón. El director Matthew Vaughn refutó esa afirmación y dijo: "No sé cómo gastas 200 dólares millones en ello. En realidad no lo hago. A menos que vayas a hacer un festival de CG de cinco horas." Matthew Belloni de Puck News y The Ringer informó más tarde que el presupuesto de la película era inferior a los 200 dólares. cifra de millones de dólares, que correspondía a los derechos de licencia y distribución de la película y no al presupuesto real como se había percibido.
Vaughn dijo que la pandemia de COVID-19 le dio tiempo para trabajar en la película. Lo describe como su oda a los thrillers de acción de los años 80 como Duro de matar y Arma letal. Cuando se le preguntó sobre el casting de Cavill, dijo: "Necesitaba a alguien que naciera para interpretar a Bond, como lo es Henry, y luego matarlo antes que Bond. Él interpreta a un héroe de acción más grande que la vida con un guiño. Es muy diferente de Rey Rey."

### Rodaje
La fotografía principal comenzó en agosto de 2021 en Londres, con el director de fotografía George Richmond, y se llevó a cabo en varios lugares de Europa. La filmación concluyó en diciembre de 2021 según la actualización de Henry Cavill en X (Twitter). La producción utilizó estudios en Greenford, Park Royal y Bovingdon para rodar la película. Las tomas de fondo se filmaron en Grecia y Estados Unidos.

## Marketing
Inicialmente se informó que Elly Conway, más tarde revelada como la autora ficticia de las novelas de Argylle en el universo, había escrito el libro en el que se basó el guion durante el anuncio de la película. El reclamo fue cuestionado por The Hollywood Reporter en septiembre de 2022, ya que no pudieron verificar la existencia de Conway y sus intentos de contactarla, su publicista y su agente de talentos no tuvieron éxito. El tráiler reveló que Conway era el protagonista de la película. Varios usuarios de las redes sociales intentaron identificar a Conway y teorizaron que la cantautora Taylor Swift había escrito el libro con Conway como su seudónimo, basándose en varias referencias que asociaban a Swift con Argylle. Una pista que hace que los fanáticos de Taylor Swift afirmen que ella es la verdadera autora es que tanto Elly Conway como Swift tienen un gato Scottish Fold. Vaughn negó la teoría, afirmando que Conway no está relacionado con Swift, aunque Swift influyó en el uso de un gato Scottish Fold en la película. Bryce Dallas Howard, quien interpreta a Conway en la película, opinó que Argylle está "inconscientemente inspirada" por Swift. En febrero de 2024, los autores Terry Hayes y Tammy Cohen revelaron que habían escrito la novela complementaria. El libro relacionado se publicó antes del estreno de la película, el 9 de enero de 2024. Apple y Universal gastaron 80 dólares millones de dólares promocionando la película, siendo cada uno responsable de cubrir el 50% de los costes.

## Estreno
Argylle se estrenó en Odeon Luxe Leicester Square en Londres el 24 de enero de 2024. En junio de 2023, se anunció que la película se estrenaría en los cines el 2 de febrero de 2024 por Universal Pictures y Apple Original Films, antes de estrenarse en Apple TV+ el 12 de abril de 2024. La campaña de marketing de la película costó 80 dólares. millones, de los cuales Universal pagó la mitad. Según Deadline Hollywood, Universal "recupera lo que se le debe en marketing de la taquilla antes de cobrar una tarifa de distribución del 8%".

## Recepción

### Taquillas
Argylle recaudó 45,2 millones de dólares en Estados Unidos y Canadá, y 51,0 millones de dólares en otros territorios, para un total mundial de 96,2 millones de dólares. Variety señaló que para un estreno de estudio tradicional, la película necesitaría recaudar alrededor de 500 millones de dólares en todo el mundo para alcanzar el punto de equilibrio.
En Estados Unidos y Canadá, se proyectaba que Argylle recaudaría entre 15 y 20 millones de dólares en 3.605 salas en su primer fin de semana. La película recaudó 6,4 millones de dólares en su primer día, incluidos 1,7 millones de los avances del jueves por la noche. Luego debutó a $ 17,5 millones de dólares, encabezando la taquilla, aunque The Hollywood Reporter señaló que "si los estudios tradicionales de Hollywood lanzaran una película de 200 millones de dólares con resultados como estos, quedarían ensartados" y cuestionó si Apple podría continuar lanzando películas de 200 millones de dólares de películas sin mejores resultados de taquilla. En su segundo fin de semana, la película cayó un 63% a 6,5 millones de dólares, manteniéndose en el primer lugar de un fin de semana de "taquilla moribunda". Variety calificó sus primeras dos semanas de asquerosas "pésimas". La película ganó 4,7 millones de dólares en su tercer fin de semana, terminando detrás de los recién llegados Bob Marley: One Love y Madame Web.

### Respuesta crítica
En el sitio web agregador de reseñas Rotten Tomatoes, el 33% de las 290 reseñas de críticos son positivas, con una calificación promedio de 4,9/10. El consenso del sitio web dice: "Argylle saca algo de provecho de su giro tonto y enérgico del thriller de espías, pero finalmente agota su bienvenida con una trama complicada y una duración demasiado larga". Metacritic, que utiliza un promedio ponderado, asignó a la película una puntuación de 35 sobre 100, basada en 56 críticas, lo que indica críticas "generalmente desfavorables". El público encuestado por CinemaScore le dio a la película una calificación promedio de "C+" en una escala de A+ a F, mientras que los encuestados por PostTrak le dieron 3 de 5 estrellas.
Erik Kain ' Forbes, señaló que, en general, las críticas criticaron la duración de la película, la cantidad de giros en la trama y el uso de CGI en secuencias de acción, calificándola de parodia del género. Brennan Klein de Screen Rant resumió las críticas como mixtas, señalando la recepción polarizada de los elementos "meta ", mientras que el elenco recibió elogios. Peter Bradshaw de The Guardian le dio a la película una estrella de cinco y la calificó como una "sonrisa insoportablemente satisfecha de una travesura de espía de Matthew Vaughn"; Varias otras críticas también fueron muy negativas. Jackson Weaver de CBC News admitió que "la metahistoria de la película es mucho más interesante que su argumento real", mientras que Katie Walsh ' Los Angeles Times, también bastante crítica con la película, mencionó su "premisa divertida" y disfruté de la presencia de Rockwell.

## Futuro

### Secuelas
En julio de 2021, se anunció que Argylle sería la primera de una franquicia de al menos tres películas. En marzo de 2022 se confirmó que a la primera película le seguirán dos secuelas para completar una trilogía cinematográfica. En octubre de 2023, Vaughn confirmó planes para desarrollar secuelas, al tiempo que afirmó que la segunda película sería una precuela, como "la primera novela de Argylle ", explorando los orígenes de Argylle convirtiéndose en espía; mientras que la tercera película seguiría entregas adicionales. En el estreno de la película, su escena de mitad de créditos, después de mostrar a un Argylle más joven (interpretado por Louis Partridge) siendo reclutado por Kingsman, muestra una nota en pantalla que dice: "' Argylle: Libro Uno - La Película ' próximamente". En febrero de 2024, Vaughn confirmó que la precuela se está desarrollando con Louis Partridge en el papel protagónico, al tiempo que explicó que el actor interpretará al verdadero Argylle (interpretado por Cavill) en sus años de formación.

### Universo compartido
En octubre de 2023, Matthew Vaughn anunció sus planes de crear un universo más grande con temática de espías a través de sus Marv Studios, con ese universo interconectado y comprendiendo la franquicia, las películas de Argylle y una tercera franquicia sin nombre. Su intención era que las nuevas películas próximas de cada serie culminaran en un crossover en el futuro.